# Coppa Italia Serie C 1988-1989
La Coppa Italia di Serie C 1988-1989 fu la diciassettesima edizione del trofeo (ex-Coppa Italia Semiprofessionisti) riservato alle 108 squadre partecipanti alla Serie C1 e alla C2.
L'edizione fu vinta per la prima volta dal Cagliari, che superò in finale la SPAL nella doppia finale con un perentorio 0 - 3 a Ferrara e 2 - 1 al Sant'Elia. In quell'anno il Cagliari si tolse la soddisfazione di estromettere ai sedicesimi di finale i cugini e rivali della Torres dalla competizione, pareggiando all'andata 0 - 0 e vincendo la partita di ritorno per 0 - 1 a Sassari.

## Risultati

### Fase eliminatoria a gironi
Alla prima fase presero parte 98 squadre di Serie C1 e Serie C2; queste furono divise in 26 gironi all'italiana, venti da quattro squadre e sei da tre squadre. Le prime classificate di ogni girone furono ammesse direttamente alla fase finale, con l'eccezione di otto squadre estratte a sorte che affrontarono un ulteriore turno di qualificazione ai sedicesimi.

#### Gironi
Le gare furono disputate tra il 21 agosto ed l'8 settembre 1988.

##### Girone A
|              | ALE  | CAS  | NOV  | PVE  |
| ------------ | ---- | ---- | ---- | ---- |
| Alessandria  | –––– | 2-0  | 2-1  | 1-1  |
| Casale       | 0-0  | –––– | 2-1  | 1-1  |
| Novara       | 0-0  | 0-1  | –––– | 1-0  |
| Pro Vercelli | 1-2  | 0-3  | 1-1  | –––– |

| Pos. | Squadra      | Pt | G | V | N | P | GF | GS | DR |
| ---- | ------------ | -- | - | - | - | - | -- | -- | -- |
| 1.   | Alessandria  | 9  | 6 | 3 | 3 | 0 | 7  | 3  | +4 |
| 2.   | Casale       | 8  | 6 | 3 | 2 | 1 | 7  | 4  | +3 |
| 3.   | Novara       | 4  | 6 | 1 | 2 | 3 | 4  | 6  | -2 |
| 4.   | Pro Vercelli | 3  | 6 | 0 | 3 | 3 | 4  | 9  | -5 |

##### Girone B
|               | JUV  | LEG  | PSE  | VAR  |
| ------------- | ---- | ---- | ---- | ---- |
| Juventus Domo | –––– | 0-1  | 0-4  | 0-0  |
| Legnano       | 4-0  | –––– | 2-2  | 0-0  |
| Pro Sesto     | 0-0  | 1-2  | –––– | 0-0  |
| Varese        | 2-0  | 1-0  | 0-1  | –––– |

| Pos. | Squadra       | Pt | G | V | N | P | GF | GS | DR  |
| ---- | ------------- | -- | - | - | - | - | -- | -- | --- |
| 1.   | Legnano       | 8  | 6 | 3 | 2 | 1 | 9  | 4  | +5  |
| 2.   | Pro Sesto     | 7  | 6 | 2 | 3 | 1 | 8  | 4  | +4  |
| 3.   | Varese        | 7  | 6 | 2 | 3 | 1 | 3  | 1  | +2  |
| 4.   | Juventus Domo | 2  | 6 | 0 | 2 | 4 | 0  | 11 | -11 |

##### Girone C
|           | DER  | OLT  | PAV  | VOG  |
| --------- | ---- | ---- | ---- | ---- |
| Derthona  | –––– | 1-0  | 0-0  | 3-2  |
| Oltrepò   | 0-3  | –––– | 1-2  | 1-1  |
| Pavia     | 1-0  | 0-0  | –––– | 4-0  |
| Vogherese | 0-1  | 1-1  | 1-2  | –––– |

| Pos. | Squadra   | Pt | G | V | N | P | GF | GS | DR |
| ---- | --------- | -- | - | - | - | - | -- | -- | -- |
| 1.   | Pavia     | 10 | 6 | 4 | 2 | 0 | 9  | 2  | +7 |
| 2.   | Derthona  | 9  | 6 | 4 | 1 | 1 | 8  | 3  | +5 |
| 3.   | Oltrepò   | 3  | 6 | 0 | 3 | 3 | 3  | 8  | -5 |
| 4.   | Vogherese | 2  | 6 | 0 | 2 | 4 | 5  | 12 | -7 |

##### Girone D
|             | ORC  | OSP  | PER  | TEL  |
| ----------- | ---- | ---- | ---- | ---- |
| Orceana     | –––– | 1-1  | 0-0  | 0-0  |
| Ospitaletto | 2-1  | –––– | 0-1  | 0-0  |
| Pergocrema  | 3-1  | 1-1  | –––– | 0-0  |
| Telgate     | 3-1  | 3-0  | 1-0  | –––– |

| Pos. | Squadra     | Pt | G | V | N | P | GF | GS | DR |
| ---- | ----------- | -- | - | - | - | - | -- | -- | -- |
| 1.   | Telgate     | 9  | 6 | 3 | 3 | 0 | 7  | 1  | +6 |
| 2.   | Pergocrema  | 7  | 6 | 2 | 3 | 1 | 5  | 3  | +2 |
| 3.   | Ospitaletto | 5  | 6 | 1 | 3 | 2 | 4  | 7  | -3 |
| 4.   | Orceana     | 3  | 6 | 0 | 3 | 3 | 4  | 9  | -5 |

##### Girone E
|         | CHI  | MAN  | SUZ  | TRE  |
| ------- | ---- | ---- | ---- | ---- |
| Chievo  | –––– | 0-1  | 1-0  | 1-0  |
| Mantova | 2-2  | –––– | 2-1  | 1-0  |
| Suzzara | 2-0  | 1-1  | –––– | 1-1  |
| Trento  | 2-2  | 0-2  | 1-0  | –––– |

| Pos. | Squadra | Pt | G | V | N | P | GF | GS | DR |
| ---- | ------- | -- | - | - | - | - | -- | -- | -- |
| 1.   | Mantova | 10 | 6 | 4 | 2 | 0 | 9  | 4  | +5 |
| 2.   | Chievo  | 6  | 6 | 2 | 2 | 2 | 6  | 7  | -1 |
| 3.   | Suzzara | 4  | 6 | 1 | 2 | 3 | 5  | 6  | -1 |
| 4.   | Trento  | 4  | 6 | 1 | 2 | 3 | 4  | 7  | -3 |

##### Girone F
|           | GIO  | POR  | TRE  | VEN  |
| --------- | ---- | ---- | ---- | ---- |
| Giorgione | –––– | 1-0  | 1-1  | 1-0  |
| Pordenone | 3-3  | –––– | 2-0  | 2-5  |
| Treviso   | 1-2  | 2-1  | –––– | 1-1  |
| Venezia   | 2-1  | 0-0  | 0-0  | –––– |

| Pos. | Squadra   | Pt | G | V | N | P | GF | GS | DR |
| ---- | --------- | -- | - | - | - | - | -- | -- | -- |
| 1.   | Giorgione | 8  | 6 | 3 | 2 | 1 | 9  | 7  | +2 |
| 2.   | Venezia   | 7  | 6 | 2 | 3 | 1 | 8  | 5  | +3 |
| 3.   | Treviso   | 5  | 6 | 1 | 3 | 2 | 5  | 7  | -2 |
| 4.   | Pordenone | 4  | 6 | 1 | 2 | 3 | 8  | 11 | -3 |

##### Girone G
|          | CAR  | CEN  | REG  | SAS  |
| -------- | ---- | ---- | ---- | ---- |
| Carpi    | –––– | 1-1  | 0-0  | 2-1  |
| Centese  | 1-1  | –––– | 1-2  | 1-3  |
| Reggiana | 2-0  | 3-1  | –––– | 4-0  |
| Sassuolo | 0-0  | 0-2  | 1-1  | –––– |

| Pos. | Squadra  | Pt | G | V | N | P | GF | GS | DR |
| ---- | -------- | -- | - | - | - | - | -- | -- | -- |
| 1.   | Reggiana | 10 | 6 | 4 | 2 | 0 | 12 | 3  | +9 |
| 2.   | Carpi    | 6  | 6 | 1 | 4 | 1 | 4  | 5  | -1 |
| 3.   | Centese  | 4  | 6 | 1 | 2 | 3 | 7  | 10 | -3 |
| 4.   | Sassuolo | 4  | 6 | 1 | 2 | 3 | 5  | 10 | -5 |

##### Girone H
|         | FOR  | RAV  | RIM  | SPA  |
| ------- | ---- | ---- | ---- | ---- |
| Forlì   | –––– | 0-0  | 6-3  | 1-2  |
| Ravenna | 0-0  | –––– | 1-1  | 0-0  |
| Rimini  | 0-1  | 4-4  | –––– | 4-3  |
| SPAL    | 1-1  | 3-1  | 1-0  | –––– |

| Pos. | Squadra | Pt | G | V | N | P | GF | GS | DR |
| ---- | ------- | -- | - | - | - | - | -- | -- | -- |
| 1.   | SPAL    | 8  | 6 | 3 | 2 | 1 | 10 | 7  | +3 |
| 2.   | Forlì   | 7  | 6 | 2 | 3 | 1 | 9  | 6  | +3 |
| 3.   | Ravenna | 5  | 6 | 0 | 5 | 1 | 6  | 8  | -2 |
| 4.   | Rimini  | 4  | 6 | 1 | 2 | 3 | 12 | 16 | -4 |

##### Girone I
|           | CAR  | LUC  | MAS  | SAR  |
| --------- | ---- | ---- | ---- | ---- |
| Carrarese | –––– | 2-2  | 2-0  | 4-0  |
| Lucchese  | 1-2  | –––– | 3-0  | 7-1  |
| Massese   | 0-2  | 3-1  | –––– | 1-3  |
| Sarzanese | 0-1  | 0-1  | 2-0  | –––– |

| Pos. | Squadra   | Pt | G | V | N | P | GF | GS | DR  |
| ---- | --------- | -- | - | - | - | - | -- | -- | --- |
| 1.   | Carrarese | 11 | 6 | 5 | 1 | 0 | 13 | 3  | +10 |
| 2.   | Lucchese  | 7  | 6 | 3 | 1 | 2 | 15 | 8  | +7  |
| 3.   | Sarzanese | 4  | 6 | 2 | 0 | 4 | 6  | 14 | -8  |
| 4.   | Massese   | 2  | 6 | 1 | 0 | 5 | 4  | 13 | -9  |

##### Girone J
|             | CUO  | PON  | PLI  | RON  |
| ----------- | ---- | ---- | ---- | ---- |
| Cuoiopelli  | –––– | 0-1  | 0-2  | 3-2  |
| Pontedera   | 0-0  | –––– | 0-2  | 0-1  |
| Pro Livorno | 1-0  | 3-1  | –––– | 0-0  |
| Rondinella  | 2-0  | 1-1  | 4-2  | –––– |

| Pos. | Squadra     | Pt | G | V | N | P | GF | GS | DR |
| ---- | ----------- | -- | - | - | - | - | -- | -- | -- |
| 1.   | Pro Livorno | 9  | 6 | 4 | 1 | 1 | 10 | 5  | +5 |
| 2.   | Rondinella  | 8  | 6 | 3 | 2 | 1 | 10 | 6  | +4 |
| 3.   | Pontedera   | 4  | 6 | 1 | 2 | 3 | 3  | 7  | -4 |
| 4.   | Cuoiopelli  | 3  | 6 | 1 | 1 | 4 | 3  | 8  | -5 |

##### Girone K
|             | CEC  | MON  | POG  | SIE  |
| ----------- | ---- | ---- | ---- | ---- |
| Cecina      | –––– | 0-3  | 0-0  | 0-0  |
| Montevarchi | 4-1  | –––– | 1-0  | 0-1  |
| Poggibonsi  | 1-0  | 0-0  | –––– | 1-1  |
| Siena       | 2-2  | 1-0  | 2-1  | –––– |

| Pos. | Squadra     | Pt | G | V | N | P | GF | GS | DR |
| ---- | ----------- | -- | - | - | - | - | -- | -- | -- |
| 1.   | Siena       | 9  | 6 | 3 | 3 | 0 | 7  | 4  | +3 |
| 2.   | Montevarchi | 7  | 6 | 3 | 1 | 2 | 8  | 3  | +5 |
| 3.   | Poggibonsi  | 5  | 6 | 1 | 3 | 2 | 3  | 4  | -1 |
| 4.   | Cecina      | 3  | 6 | 0 | 3 | 3 | 3  | 10 | -7 |

##### Girone L
|            | FAN  | RIC  | SMA  | VIS  |
| ---------- | ---- | ---- | ---- | ---- |
| Fano       | –––– | 1-0  | 2-1  | 0-0  |
| Riccione   | 1-1  | –––– | 0-0  | 0-1  |
| San Marino | 1-1  | 2-0  | –––– | 0-0  |
| Vis Pesaro | 0-0  | 0-0  | 1-1  | –––– |

| Pos. | Squadra    | Pt | G | V | N | P | GF | GS | DR |
| ---- | ---------- | -- | - | - | - | - | -- | -- | -- |
| 1.   | Fano       | 8  | 6 | 2 | 4 | 0 | 5  | 3  | +2 |
| 2.   | Vis Pesaro | 7  | 6 | 1 | 5 | 0 | 2  | 1  | +1 |
| 3.   | San Marino | 6  | 6 | 1 | 4 | 1 | 5  | 4  | +1 |
| 4.   | Riccione   | 3  | 6 | 0 | 3 | 3 | 1  | 5  | -4 |

##### Girone M
|         | GUB  | PER  | TER  |
| ------- | ---- | ---- | ---- |
| Gubbio  | –––– | 0-0  | 0-0  |
| Perugia | 1-0  | –––– | 2-0  |
| Ternana | 1-3  | 1-0  | –––– |

| Pos. | Squadra | Pt | G | V | N | P | GF | GS | DR |
| ---- | ------- | -- | - | - | - | - | -- | -- | -- |
| 1.   | Perugia | 5  | 4 | 2 | 1 | 1 | 3  | 1  | +2 |
| 2.   | Gubbio  | 4  | 4 | 1 | 2 | 1 | 3  | 2  | +1 |
| 3.   | Ternana | 3  | 4 | 1 | 1 | 2 | 2  | 5  | -3 |

##### Girone N
|              | CIV  | GIU  | JES  | TER  |
| ------------ | ---- | ---- | ---- | ---- |
| Civitanovese | –––– | 1-0  | 2-0  | 0-0  |
| Giulianova   | 3-1  | –––– | 5-1  | 3-1  |
| Jesi         | 0-1  | 0-3  | –––– | 0-2  |
| Teramo       | 4-1  | 3-0  | 2-0  | –––– |

| Pos. | Squadra      | Pt | G | V | N | P | GF | GS | DR  |
| ---- | ------------ | -- | - | - | - | - | -- | -- | --- |
| 1.   | Teramo       | 9  | 6 | 4 | 1 | 1 | 12 | 4  | +8  |
| 2.   | Giulianova   | 8  | 6 | 4 | 0 | 2 | 14 | 7  | +7  |
| 3.   | Civitanovese | 7  | 6 | 3 | 1 | 2 | 6  | 7  | -1  |
| 4.   | Jesi         | 0  | 6 | 0 | 0 | 6 | 1  | 15 | -14 |

##### Girone O
|             | CEL  | CHI  | FRA  | LAN  |
| ----------- | ---- | ---- | ---- | ---- |
| Celano      | –––– | 1-1  | 0-1  | 2-0  |
| Chieti      | 1-1  | –––– | 1-1  | 1-0  |
| Francavilla | 2-3  | 1-1  | –––– | 0-1  |
| Lanciano    | 3-1  | 2-0  | 3-2  | –––– |

| Pos. | Squadra     | Pt | G | V | N | P | GF | GS | DR |
| ---- | ----------- | -- | - | - | - | - | -- | -- | -- |
| 1.   | Lanciano    | 8  | 6 | 4 | 0 | 2 | 9  | 6  | +3 |
| 2.   | Celano      | 6  | 6 | 2 | 2 | 2 | 8  | 8  | 0  |
| 3.   | Chieti      | 6  | 6 | 1 | 4 | 1 | 5  | 6  | -1 |
| 4.   | Francavilla | 4  | 6 | 1 | 2 | 3 | 7  | 9  | -2 |

##### Girone P
|           | CYN  | FRO  | LAT  | LOD  |
| --------- | ---- | ---- | ---- | ---- |
| Cynthia   | –––– | 0-1  | 1-1  | 0-1  |
| Frosinone | 1-0  | –––– | 1-0  | 1-2  |
| Latina    | 0-0  | 2-0  | –––– | 3-0  |
| Lodigiani | 2-0  | 1-4  | 0-1  | –––– |

| Pos. | Squadra   | Pt | G | V | N | P | GF | GS | DR |
| ---- | --------- | -- | - | - | - | - | -- | -- | -- |
| 1.   | Latina    | 8  | 6 | 3 | 2 | 1 | 7  | 2  | +5 |
| 2.   | Frosinone | 8  | 6 | 4 | 0 | 2 | 8  | 5  | +3 |
| 3.   | Lodigiani | 6  | 6 | 3 | 0 | 3 | 6  | 9  | -3 |
| 4.   | Cynthia   | 2  | 6 | 0 | 2 | 4 | 1  | 6  | -5 |

##### Girone Q
|                    | AFR  | CAM  | CAS  | NOL  |
| ------------------ | ---- | ---- | ---- | ---- |
| Afragolese         | –––– | 2-0  | 1-3  | 1-1  |
| Campania Puteolana | 0-2  | –––– | 0-2  | 0-2  |
| Casertana          | 0-1  | 3-1  | –––– | 0-0  |
| Nola               | 1-1  | 2-0  | 1-3  | –––– |

| Pos. | Squadra            | Pt | G | V | N | P | GF | GS | DR  |
| ---- | ------------------ | -- | - | - | - | - | -- | -- | --- |
| 1.   | Casertana          | 9  | 6 | 4 | 1 | 1 | 11 | 4  | +7  |
| 2.   | Afragolese         | 8  | 6 | 3 | 2 | 1 | 8  | 5  | +3  |
| 3.   | Nola               | 7  | 6 | 2 | 3 | 1 | 7  | 5  | +2  |
| 4.   | Campania Puteolana | 0  | 6 | 0 | 0 | 6 | 1  | 13 | -12 |

##### Girone R
|                   | ISC  | JUV  | SOR  | TUR  |
| ----------------- | ---- | ---- | ---- | ---- |
| Ischia Isolaverde | –––– | 4-0  | 2-1  | 1-0  |
| Juve Stabia       | 0-2  | –––– | 0-0  | 0-2  |
| Sorrento          | 1-1  | 2-0  | –––– | 2-1  |
| Turris            | 2-4  | 1-0  | 4-0  | –––– |

| Pos. | Squadra           | Pt | G | V | N | P | GF | GS | DR  |
| ---- | ----------------- | -- | - | - | - | - | -- | -- | --- |
| 1.   | Ischia Isolaverde | 11 | 6 | 5 | 1 | 0 | 14 | 4  | +10 |
| 2.   | Turris            | 6  | 6 | 3 | 0 | 3 | 10 | 7  | +3  |
| 3.   | Sorrento          | 6  | 6 | 2 | 2 | 2 | 6  | 8  | -2  |
| 4.   | Juve Stabia       | 1  | 6 | 0 | 1 | 5 | 0  | 11 | -11 |

##### Girone S
|               | BAT  | BEN  | CAV  | SAL  |
| ------------- | ---- | ---- | ---- | ---- |
| Battipagliese | –––– | 2-0  | 1-0  | 5-1  |
| Benevento     | 1-1  | –––– | 0-2  | 0-1  |
| Cavese        | 0-0  | 1-2  | –––– | 0-2  |
| Salernitana   | 2-0  | 0-0  | 2-1  | –––– |

| Pos. | Squadra       | Pt | G | V | N | P | GF | GS | DR |
| ---- | ------------- | -- | - | - | - | - | -- | -- | -- |
| 1.   | Salernitana   | 9  | 6 | 4 | 1 | 1 | 8  | 6  | +2 |
| 2.   | Battipagliese | 8  | 6 | 3 | 2 | 1 | 9  | 4  | +5 |
| 3.   | Benevento     | 4  | 6 | 1 | 2 | 3 | 3  | 7  | -4 |
| 4.   | Cavese        | 3  | 6 | 1 | 1 | 4 | 4  | 7  | -3 |

##### Girone T
|                | BIS  | FID  | TRA  |
| -------------- | ---- | ---- | ---- |
| Bisceglie      | –––– | 2-2  | 1-1  |
| Fidelis Andria | 2-0  | –––– | 0-0  |
| Trani          | 1-0  | 0-3  | –––– |

| Pos. | Squadra        | Pt | G | V | N | P | GF | GS | DR |
| ---- | -------------- | -- | - | - | - | - | -- | -- | -- |
| 1.   | Fidelis Andria | 6  | 4 | 2 | 2 | 0 | 7  | 2  | +5 |
| 2.   | Soccer Trani   | 4  | 4 | 1 | 2 | 1 | 2  | 4  | -2 |
| 3.   | Bisceglie      | 2  | 4 | 0 | 2 | 2 | 3  | 6  | -3 |

##### Girone U
|          | BRI  | CAS  | FAS  | MAR  |
| -------- | ---- | ---- | ---- | ---- |
| Brindisi | –––– | 1-0  | 6-0  | 3-1  |
| Casarano | 0-2  | –––– | 2-1  | 2-0  |
| Fasano   | ?-?  | 2-0  | –––– | 0-0  |
| Martina  | 0-0  | 0-2  | 0-2  | –––– |

| Pos. | Squadra  | Pt | G | V | N | P | GF | GS | DR |
| ---- | -------- | -- | - | - | - | - | -- | -- | -- |
| 1.   | Brindisi | 9  | 6 | 4 | 1 | 1 | ?  | ?  | ?  |
| 2.   | Fasano   | 7  | 6 | 3 | 1 | 2 | ?  | ?  | ?  |
| 3.   | Casarano | 6  | 6 | 3 | 0 | 3 | 6  | 6  | 0  |
| 4.   | Martina  | 2  | 6 | 0 | 2 | 4 | 1  | 9  | -8 |

##### Girone V
|               | KRO  | POT  | VIG  |
| ------------- | ---- | ---- | ---- |
| Kroton        | –––– | 2-0  | 1-0  |
| Potenza       | 0-0  | –––– | 1-0  |
| Vigor Lamezia | 0-0  | 1-1  | –––– |

| Pos. | Squadra       | Pt | G | V | N | P | GF | GS | DR |
| ---- | ------------- | -- | - | - | - | - | -- | -- | -- |
| 1.   | Kroton        | 6  | 4 | 2 | 2 | 0 | 3  | 0  | +3 |
| 2.   | Potenza       | 4  | 4 | 1 | 2 | 1 | 2  | 3  | -1 |
| 3.   | Vigor Lamezia | 2  | 4 | 0 | 2 | 2 | 1  | 3  | -2 |

##### Girone W
|                  | ATL  | CAT  | GIA  | SIR  |
| ---------------- | ---- | ---- | ---- | ---- |
| Atletico Leonzio | –––– | 1-1  | 1-1  | 2-0  |
| Catania          | 2-1  | –––– | 1-0  | 2-0  |
| Giarre           | 0-0  | 2-0  | –––– | 3-1  |
| Siracusa         | 1-1  | 2-2  | 0-2  | –––– |

| Pos. | Squadra          | Pt | G | V | N | P | GF | GS | DR |
| ---- | ---------------- | -- | - | - | - | - | -- | -- | -- |
| 1.   | Giarre           | 8  | 6 | 3 | 2 | 1 | 8  | 3  | +5 |
| 2.   | Catania          | 8  | 6 | 3 | 2 | 1 | 8  | 6  | +2 |
| 3.   | Atletico Leonzio | 6  | 6 | 1 | 4 | 1 | 6  | 5  | +1 |
| 4.   | Siracusa         | 2  | 6 | 0 | 2 | 4 | 4  | 12 | -8 |

##### Girone X
|                | JUV  | PAL  | TRA  |
| -------------- | ---- | ---- | ---- |
| Juventina Gela | –––– | 0-1  | 0-0  |
| Palermo        | 0-2  | –––– | 1-1  |
| Trapani        | 2-1  | 1-0  | –––– |

| Pos. | Squadra        | Pt | G | V | N | P | GF | GS | DR |
| ---- | -------------- | -- | - | - | - | - | -- | -- | -- |
| 1.   | Trapani        | 6  | 4 | 2 | 2 | 0 | 4  | 2  | +2 |
| 2.   | Juventina Gela | 3  | 4 | 1 | 1 | 2 | 3  | 3  | 0  |
| 3.   | Palermo        | 3  | 4 | 1 | 1 | 2 | 2  | 4  | -2 |

##### Girone Y
|          | CAG  | OLB  | TEM  |
| -------- | ---- | ---- | ---- |
| Cagliari | –––– | 4-1  | 2-1  |
| Olbia    | 0-0  | –––– | 0-0  |
| Tempio   | 1-1  | 2-0  | –––– |

| Pos. | Squadra  | Pt | G | V | N | P | GF | GS | DR |
| ---- | -------- | -- | - | - | - | - | -- | -- | -- |
| 1.   | Cagliari | 6  | 4 | 2 | 2 | 0 | 7  | 3  | +4 |
| 2.   | Tempio   | 4  | 4 | 1 | 2 | 1 | 4  | 3  | +1 |
| 3.   | Olbia    | 2  | 4 | 0 | 2 | 2 | 1  | 6  | -5 |

##### Girone Z
|        | ILV  | SOR  | TOR  |
| ------ | ---- | ---- | ---- |
| Ilva   | –––– | 0-0  | 0-1  |
| Sorso  | 0-4  | –––– | 0-0  |
| Torres | 3-2  | 7-1  | –––– |

| Pos. | Squadra       | Pt | G | V | N | P | GF | GS | DR  |
| ---- | ------------- | -- | - | - | - | - | -- | -- | --- |
| 1.   | Torres        | 7  | 4 | 3 | 1 | 0 | 11 | 3  | +8  |
| 2.   | Ilvamaddalena | 3  | 4 | 1 | 1 | 2 | 6  | 4  | +2  |
| 3.   | Sorso         | 2  | 4 | 0 | 2 | 2 | 1  | 11 | -10 |

#### Qualificazioni ai sedicesimi di finale
Le otto squadre estratte a sorte per ridurre ulteriormente il numero delle ammesse alla fase finale s'incontrarono il 30 novembre ed il 14 dicembre 1988..
| Squadra 1      | Totale | Squadra 2 | Andata     | Ritorno         |
| -------------- | ------ | --------- | ---------- | --------------- |
|                |        |           | 30.11.1988 | 14.12.1988      |
| Casertana      | 0 - 0  | Latina    | 0 - 0      | 0 - 0 (6-5 dcr) |
| Fidelis Andria | 2 - 2  | Foggia    | 1 - 1      | 1 - 1 (6-7 dcr) |
| Lanciano       | 2 - 2  | Teramo    | 1 - 1      | 1 - 1 (7-6 dcr) |
| Mantova        | 3 - 4  | Modena    | 2 - 2      | 1 - 2           |

### Fase finale
Alle ventidue squadre che avevano superato le eliminatorie furono aggregate le dieci che avevano preso parte alla prima fase della Coppa Italia 1988-1989.

#### Sedicesimi di finale
Le gare si disputarono tra il 5 ed il 12 gennaio e tra il 25 ed il 29 gennaio 1989.
| Squadra 1         | Totale | Squadra 2         | Andata     | Ritorno         |
| ----------------- | ------ | ----------------- | ---------- | --------------- |
|                   |        |                   | 05.01.1989 | 12.01.1989      |
| Cagliari          | 1 - 0  | Torres            | 0 - 0      | 1 - 0           |
| Carrarese         | 1 - 1  | Spezia            | 0 - 0      | 1 - 1 (6-5 dcr) |
| Fano              | 1 - 7  | SPAL              | 1 - 2      | 0 - 5           |
| Foggia            | 5 - 3  | Campobasso        | 4 - 1      | 1 - 2           |
| Giarre            | 2 - 2  | Trapani           | 2 - 2      | 0 - 0 (4-5 dcr) |
| Giorgione         | 1 - 5  | Triestina         | 0 - 4      | 1 - 1           |
| Ischia Isolaverde | 2 - 1  | Casertana         | 0 - 0      | 2 - 1 (dts)     |
| Kroton            | 0 - 2  | Brindisi          | 0 - 0      | 0 - 2           |
| Legnano           | 4 - 2  | Alessandria       | 2 - 1      | 2 - 1           |
| Modena            | 4 - 6  | Lanerossi Vicenza | 2 - 2      | 2 - 4 (dts)     |
| Monopoli          | 2 - 3  | Salernitana       | 0 - 0      | 2 - 3           |
| Pavia             | 0 - 3  | Reggiana          | 0 - 0      | 0 - 3           |
| Perugia           | 3 - 4  | Lanciano          | 3 - 2      | 0 - 2           |
| Pro Livorno       | 5 - 4  | Prato             | 3 - 0      | 2 - 4           |
| Siena             | 1 - 3  | Arezzo            | 1 - 2      | 0 - 1           |
| Telgate           | 3 - 5  | Virescit Bergamo  | 2 - 0      | 1 - 5           |

#### Ottavi di finale
Le gare si disputarono tra l'8 ed il 22 febbraio e tra il 23 ed il 26 febbraio 1989.
| Squadra 1         | Totale | Squadra 2         | Andata     | Ritorno         |
| ----------------- | ------ | ----------------- | ---------- | --------------- |
|                   |        |                   | 08.02.1989 | 26.02.1989      |
| Brindisi          | 2 - 0  | Trapani           | 0 - 0      | 2 - 0           |
| Ischia Isolaverde | 1 - 6  | Cagliari          | 0 - 3      | 1 - 3           |
| Lanciano          | 2 - 3  | Arezzo            | 0 - 0      | 2 - 3           |
| Reggiana          | 1 - 2  | Carrarese         | 1 - 1      | 0 - 1           |
| Salernitana       | 4 - 4  | Foggia            | 3 - 2      | 1 - 2 (3-6 dcr) |
| SPAL              | 2 - 0  | Pro Livorno       | 2 - 0      | 0 - 0           |
| Triestina         | 3 - 1  | Lanerossi Vicenza | 0 - 0      | 3 - 1           |
| Virescit Bergamo  | 4 - 2  | Legnano           | 4 - 1      | 0 - 1           |

#### Quarti di finale
Le gare si disputarono tra il 9 ed il 22 marzo e tra il 30 marzo ed il 2 aprile 1989.
| Squadra 1 | Totale | Squadra 2        | Andata     | Ritorno    |
| --------- | ------ | ---------------- | ---------- | ---------- |
|           |        |                  | 09.03.1989 | 02.04.1989 |
| Arezzo    | 0 - 1  | Cagliari         | 0 - 0      | 0 - 1      |
| Carrarese | 0 - 2  | Virescit Bergamo | 0 - 0      | 0 - 2      |
| Foggia    | 3 - 5  | Brindisi         | 2 - 2      | 1 - 3      |
| SPAL      | 3 - 2  | Triestina        | 3 - 2      | 0 - 0      |

#### Semifinali
Le gare si disputarono il 12 aprile ed il 14 maggio 1989.
| Squadra 1 | Totale | Squadra 2        | Andata     | Ritorno    |
| --------- | ------ | ---------------- | ---------- | ---------- |
|           |        |                  | 12.04.1989 | 14.05.1989 |
| Brindisi  | 0 - 1  | Cagliari         | 0 - 0      | 0 - 1      |
| SPAL      | 4 - 2  | Virescit Bergamo | 4 - 1      | 0 - 1      |

#### Finali
| Squadra 1 | Totale | Squadra 2 | Andata     | Ritorno    |
| --------- | ------ | --------- | ---------- | ---------- |
|           |        |           | 31.05.1989 | 10.06.1989 |
| SPAL      | 1 - 5  | Cagliari  | 0 - 3      | 1 - 2      |

| Arbitro: | Fucci (Salerno) |

|  |           |                           |
|  | Marcatori | 70’, 73’ Pani 85’ Barozzi |

| Arbitro: | Rosica (Roma) |

|                        |           |                    |
| Pani 74’ De Amicis 90’ | Marcatori | 51’ (rig.) Fattori |